# Hươu nâu Philippines
Hươu nâu Philippines (Rusa marianna) là một loài động vật có vú trong họ Hươu nai, bộ Guốc chẵn. Loài này được Desmarest mô tả năm 1822.
Đây là loài bản địa từ các khu rừng và đồng cỏ trên hầu hết các đảo lớn của Philippines, Những hòn đảo lớn mà loài này không hiện diện là Negros, Panay, Palawan, Sulu, và Babuyan và Batanes.
Nai Philippines là một loài kích thước trung bình, nhưng thường nhỏ hơn nhiều so với loài anh em họ của nó, là nai. Chiều dài đầu và thân là 100–151 cm, chiều cao vai là 55–70 cm, và trọng lượng cơ thể là 40–60 kg. Chúng chủ yếu có màu nâu đồng đều, ngoại trừ mặt dưới của đuôi màu trắng. Ở Mindanao, màu lông được ghi nhận có màu xám cát và nhợt nhạt. Con đực có sừng khá nhỏ, chỉ dài 20–40 cm.

## Hình ảnh

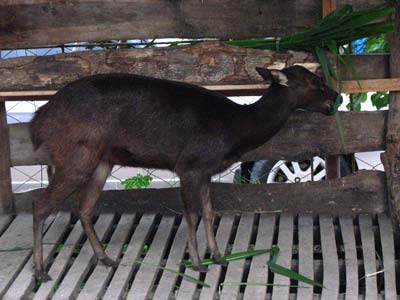
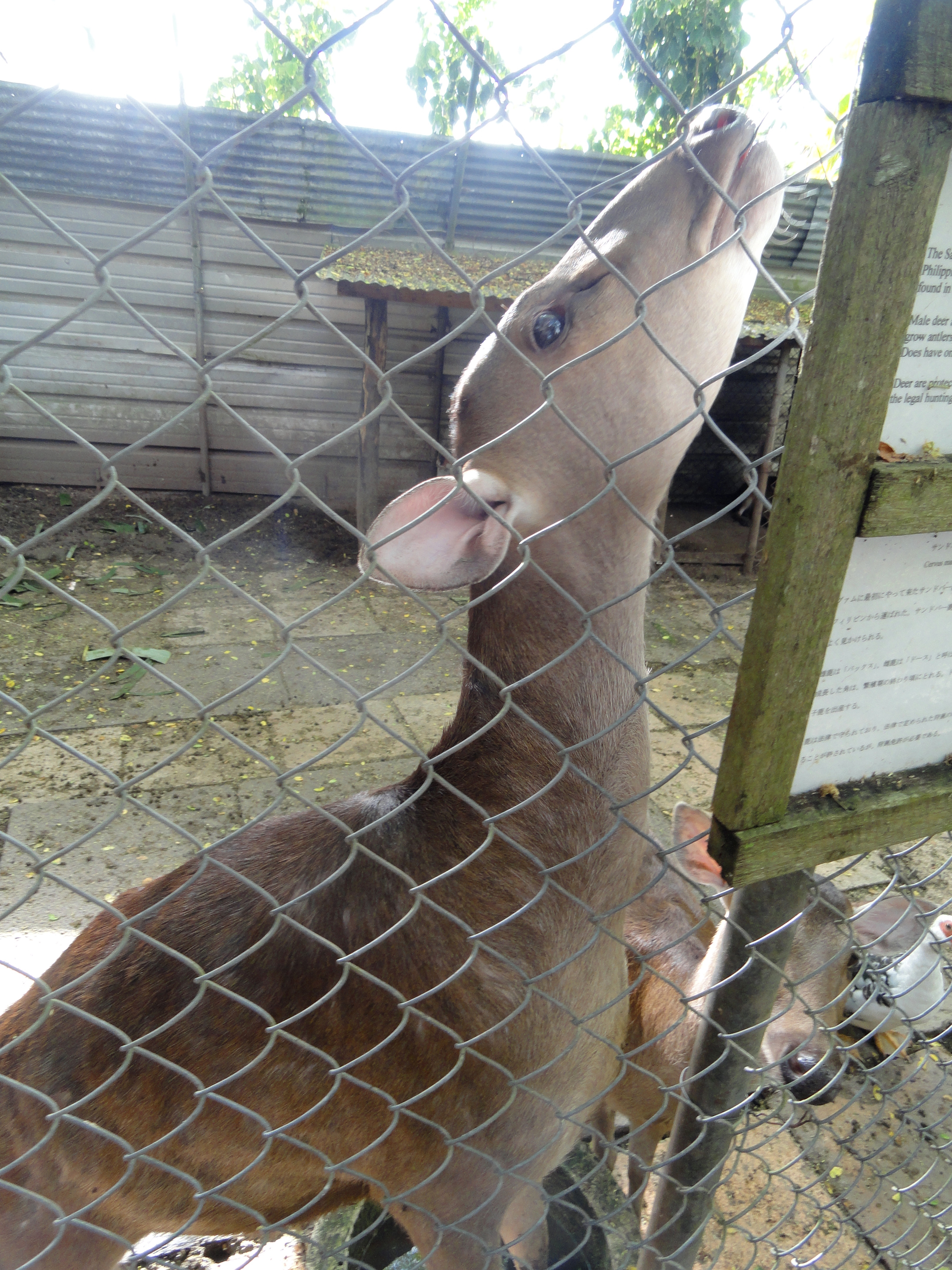
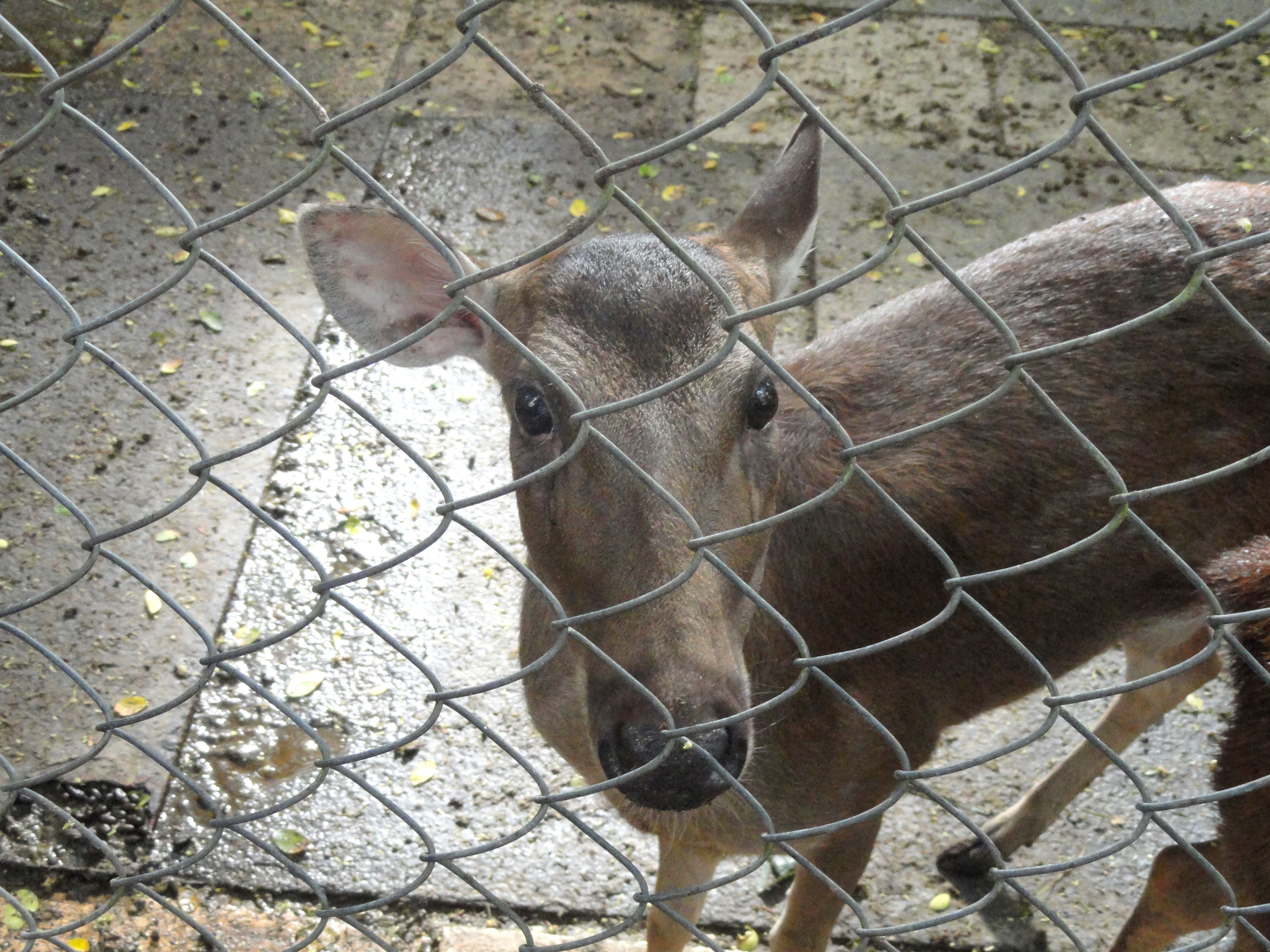
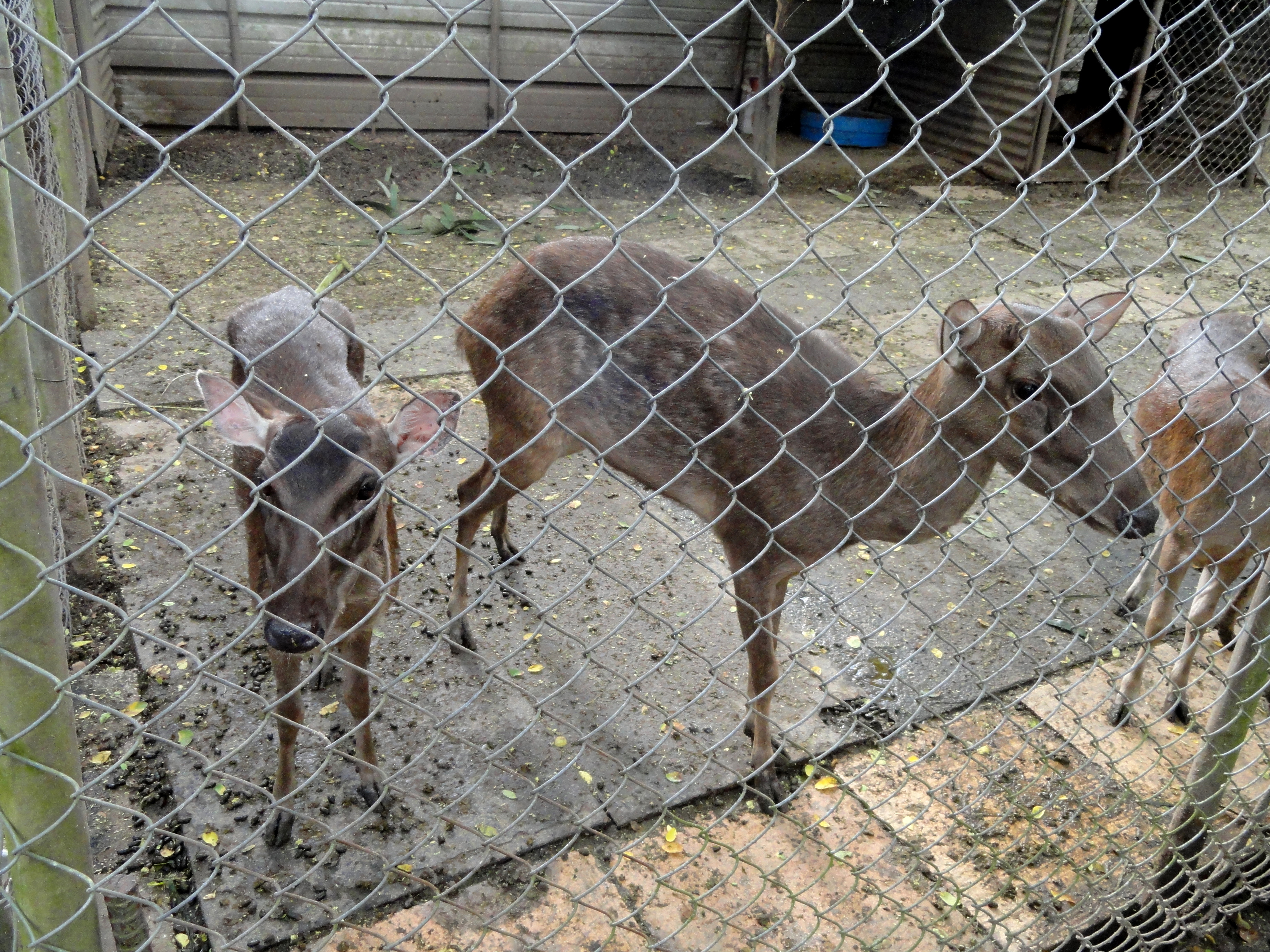